# Perticae
Con il nome di perticae (lingua latina, singolare pertica; traduzione letterale in italiano: "pertiche") sono indicati dei manufatti funerari a foggia di asta in uso presso alcuni popoli nomadi eurasiatici d'epoca medievale e attestati in particolare presso i Longobardi.

## Leperticaepresso i Longobardi
Secondo le fonti antiche, erano costituite da lunghe aste sormontate da immagini di uccelli. I Longobardi che ne avrebbero desunto l'uso dai cavalieri delle steppe Avari o Sarmati, con i quali erano venuti in contatto soprattutto durante il loro stanziamento in Pannonia nel VI secolo. Le perticae venivano conficcate nel terreno dai famigliari di un guerriero caduto o disperso in battaglia, lontano da casa, quando cioè non era possibile celebrarne i funerali. I longobardi adottarono generalmente la figura della colomba che veniva orientata verso il punto della morte del congiunto.
La ritualità pre-cristiana delle perticae sopravvisse a lungo, anche quando i Longobardi si convertirono all'arianesimo prima e al cattolicesimo poi, durante l'VII secolo su impulso di Teodolinda e dei suoi discendenti della dinastia Bavarese. A Pavia, capitale del Regno longobardo, nel 677 fu fondata la chiesa di Santa Maria alle Pertiche (Sancta Maria ad Perticas) nel luogo di un antico sepolcreto longobardo, caratterizzato proprio dalle aste di origine pagana, esempio quindi di sincretismo o sintesi religiosa attraverso il riutilizzo in chiave cristiana di un luogo sacro pagano. Presso la chiesa avvennero anche incoronazioni regie, come quella di Ildebrando nel 735. In quell'occasione, la tradizione narra del posarsi di un uccello sulla lancia del re, in simbolico richiamo all'antico segnale funebre; il fatto fu interpretato come segnale di malaugurio, e infatti Ildebrando non regnò che pochi mesi.

### Fonti primarie
- Paolo Diacono, Historia Langobardorum (Storia dei Longobardi, cura e commento di Lidia Capo, Lorenzo Valla/Mondadori, Milano 1992).

### Letteratura storiografica
- Sergio Rovagnati, I Longobardi, Milano, Xenia, 2003, ISBN 88-7273-484-3.